# Rhynchocryptus niger
Rhynchocryptus niger là một loài tò vò trong họ Ichneumonidae.